# سامسون ندايشيمي
سامسون ندايشيمي (بالإنجليزية: Samson Ndayishimiye)‏ (مواليد 12 أبريل 1980) هو سبّاح رواندي، مثّل بلاده في الألعاب الأولمبية الصيفية 2000.

## روابط خارجية
سامسون ندايشيمي على موقع الاتحاد الدولي للسباحة (الإنجليزية)
- سامسون ندايشيمي على موقع SwimRankings.net (الإنجليزية)
- سامسون ندايشيمي على موقع اللجنة الأولمبية الدولية (الإنجليزية)
- سامسون ندايشيمي على موقع أوليمبيديا (الإنجليزية)